# Palacio de Exposiciones y Congresos de Melilla
El Palacio de Exposiciones y Congresos de Melilla (PEC) es un centro polivalente destinado a la celebración de eventos culturales, congresos, exposiciones y actividades institucionales. Inaugurado el 3 de febrero de 1997, se erige sobre el solar del antiguo Cine Avenida, en pleno centro comercial y administrativo de la ciudad autónoma de Melilla. Su construcción fue promovida por la Sociedad V Centenario, con una inversión aproximada de 400 millones de pesetas.

## Historia
La necesidad de contar con un espacio adecuado para la celebración de eventos culturales y profesionales en Melilla llevó a la creación del PEC. El edificio se construyó sobre el solar del antiguo Cine Avenida, un emblemático cine de la ciudad. La obra fue promovida por la Sociedad V Centenario, una entidad encargada de impulsar proyectos de desarrollo en la ciudad. La inversión total ascendió a 400 millones de pesetas, incluyendo la construcción del edificio y su equipamiento. El 3 de febrero de 1997, el presidente de la Ciudad Autónoma de Melilla, Ignacio Velázquez, inauguró el PEC con un acto que contó con la participación de la Orquesta Sinfónica Ciudad de Melilla y el Orfeón Melillense Padre Victoria. Ese mismo día, el Palacio acogió el congreso del Sindicato Unificado de la Policía, marcando el inicio de su actividad como centro de exposiciones y congresos.

## Descripción
El PEC es un edificio de planta rectangular que combina funcionalidad y estética moderna. Su diseño arquitectónico destaca por la luminosidad de sus espacios y la versatilidad de sus instalaciones, lo que permite albergar una amplia variedad de eventos culturales y profesionales. El edificio cuenta con una gran sala auditorio con capacidad para 390 personas, dos salas de convenciones con capacidad para 120 personas cada una, y diversas instalaciones complementarias como tienda, cafetería y camerinos. Su equipamiento audiovisual incluye sistemas de proyección, megafonía, traducción simultánea y videoconferencia, adaptándose a las necesidades de los eventos que alberga.
El PEC es un referente en la agenda cultural de Melilla, acogiendo una amplia variedad de actividades como exposiciones, conciertos, representaciones teatrales, ciclos cinematográficos, conferencias y seminarios. Eventos destacados como el Certamen de Cantautores Ciudad de Melilla se celebran anualmente en sus instalaciones, contribuyendo al fomento de la música de autor en España.
En los últimos años, el PEC ha experimentado obras de rehabilitación para adecuar sus instalaciones a la normativa vigente y mejorar la accesibilidad. Estas acciones incluyen la mejora de los accesos para personas discapacitadas y la optimización de las salidas de emergencia, con una inversión de 102.000 euros. Además, se han retirado elementos en riesgo de desprendimiento y se han abordado problemas en la cubierta del edificio. Estas mejoras buscan potenciar el PEC como un espacio ideal para el desarrollo de actividades culturales y congresuales en Melilla .

## Actividades
El PEC es un referente en la agenda cultural de Melilla, acogiendo una amplia variedad de actividades como exposiciones, conciertos, representaciones teatrales, ciclos cinematográficos, conferencias y seminarios. Eventos destacados como el Certamen de Cantautores Ciudad de Melilla se celebran anualmente en sus instalaciones, contribuyendo al fomento de la música de autor en España.